# Jaume Martínez Llabrés
Jaume Martínez Llabrés (Palma, 9 de maig de 1971) és un arquitecte i polític mallorquí. És alcalde de Palma des de juny de 2023.

## Biografia
Va néixer a Palma el 1971. Després de realitzar els estudis d'Arquitectura a l'Escola Tècnica Superior d'Arquitectura de Barcelona i especialitzar-se en dret urbanístic, va començar la seva carrera professional com a arquitecte de la Conselleria de Turisme del Govern Balear (1999-2003).
Després va treballar a l'Ajuntament de Calvià on va ser director Adjunt a la Regidoria de Planejament i Urbanisme (2004-2007) i director general d'Ordenació del Territori, Turisme i Comerç (2007-2011).
Posteriorment, va ser Conseller de Turisme i Esports del Govern de les Illes Balears (2013-2015). Després, va treballar en l'empresa Home Art Studio, especialitzada en arquitectura hotelera i turística, consultoria urbanística i turística; i planificació territorial i turística.
És membre de l'Agrupació d'Arquitectes Perits Forenses de les Illes Balears.
Està casat i té tres fills (un nin i dues nines).
Després de les eleccions municipals de 2023, Martínez Llabrés va accedir a l'alcaldia de Palma, on governa en minoria, després de comptar amb els onze regidors del Partit Popular. Els altres grups polítics representats en la corporació es van votar a si mateixos: vuit regidors del PSOE-PSIB, sis de Vox, tres de Més, i un d'EUIB-Unides Podem.